# Установа за децу и младе Сремчицa
Установа за децу и младе Сремчицa је установа социјалне заштите која збрињава 300 корисника. Налази се у месту Сремчица, у општини Чукарица. 

## Историјат
Оснивач ове установе је Министарство за рад, запошљавање, борачка и социјална питања Републике Србије, то је установа социјалне заштите која збрињава 300 корисника – 100 деце и младих са сметњама у развоју и 200 одраслих лица са интелектуалним и тешкоћама у комуникацији. Установа се налази у Београдском насељу Сремчица и простире се на 18 хектара површине, у пријатном амбијенту окруженом зеленим површинама.
На основу препознате потребе за институционалним збрињавањем и рехабилитацијом деце и младих која заостају у менталном развоју, Републичка скупштина СР Србије је 1965. године донела одлуку о оснивању Специјалног завода у Сремчици. Две године касније, с пролећа 1967. године почела је изградња Специјалног Завода у Сремчици. Био је то први објекат у СР Србији који је наменски пројектован за смештај и неговање, здравствену заштиту, васпитање, образовање, радно ангажовање и оспособљавање умерено и теже ментално заостале деце и омладине. Установа је почела са радом 2. октобра 1969. године, и овај дан се обележава као Дан установе. Први директор је био проф. др Живко Соколовски који је са својим тимом стручњака и пријатеља деце, утемељио идеју, научно засновану на концепцијама европских школа. Стручни радници су показивали запажене резултате у раду, јавно их промовисали на многим стручним скуповима у земљи и иностранству. Дом у Сремчици се брзо почео сврставати у светски препознатљиве установе. Од почетних осамдесет корисника на стационарном смештају и двадесетак у дневном боравку, број корисника је растао из године у годину, тако да је већ 1993. године у „Сремчици“ било 300 корисника. Исте године, Одлуком Владе Републике Србије, Специјални Завод у Сремчици се трансформише у „Дом за децу и омладину ометену у менталном развоју“. Уредбом о мрежи Установе социјалне заштите од 2012 год. дом носи назив Установа за децу и младе ''Сремчица''.

## Положај и размештај
Установа за децу и младе ''Сремчица'' је смештена у лепо сређеним павиљонима окруженим зеленим површинама у улици Моштаничка 2 у општини Чукарица, град Београд, Република Србија. Дом се налази у мирном делу града, изолован од буке и негативних утицаја спољашње средине, простире се на 18 хектара површине и састоји се од 8 одвојених објеката. Реконструкција дечијег павиљона, који пружа добре услове за угодан боравак, је почела 2019. године, а комплетна реконтрукција је завршена 2020. године. На сваком спрату се налази дневни боравак који поседује ТВ као и чајну кухињу. Заједнички простори укључују ресторан, радионице радне терапије, фризерски салон и дечије игралиште које је реконструисано 2020. године.

## Смештај у дом
Установа за децу и младе ''Сремчица''  збрињава особе са сметњама у развоју, односно интелектуалним потешкоћама и тешкоћама у комуникацији. Актуелно је збринуто 100 деце и младих и 200 одраслих различитог узраста – од 10 до 65 година живота. Они су распоређени у 3 павиљона – мушки, женски и дечији.
Право на смештај у ову установу социјалне заштите у смислу одредби Закона о социјалној заштити имају корисници који због неповољних здравствених, социјалних, стамбених и породичних прилика нису у могућности да живе у породици.

## Задаци установе
Установа за децу и младе „Сремчица’’ у Београду је установа социјалне заштите која у својим објектима прима и смешта кориснике различите животне доби према прописаној одредби закона о социјалној заштити. Установа обезбеђује корисницима адекватну услугу смештаја, комплетну негу, психо-социјалну помоћ, различите програме радно окупационе терапије и културно-забавне садржаје и рекреативне активности. Установа превасходно обезбеђује одговарајуће облике васпитања и оспособљавања корисника за рад и радне активности, а у складу са њиховим психо-моторичким способностима. Циљ рада са корисницима је њихово оспособљавање за што самосталније функционисању у животу заједнице.

## Стручни рад
У раду са корисницима примењује се васпитно-образовни план ФАСПЕР-а, програме подршке при осамостаљивању кроз Монтесори метод, сензорну интеграцију, пружање психо-социјалне помоћи које подразумева рад стручних радника. 
Под оваквим облицима рада подразумевамо рад дефектолога, радних терапеута, психилога, логопеда, социјалних радника.

## Примена монтесори методе у Установи за децу и младе''Сремчица''
Од 2008. године у Установи за децу и младе ''Сремчица'' примењује се Монтесори метод у раду са корисницима дечијег узраста. Тако је створено стимулативно окружење које представља основу методе. Окружење је прилагођено деци, а она сама бирају активности којима ће се бавити. Материјали су једноставни и доступни. Увек се користи само један примерак материјала како би се деца научила да буду стрпљива и пазе на ред. 

## Сензорна соба
Примена полисензорне стимулације у посебном сензорној соби у Установа за децу и и младе „Сремчица” почела је 2008. године. Стимулативно корективни третман у сензорној соби кроз индивидуални приступ има за циљ да делује на развој и корекцију афективних способности и да постигне већи степен самосталности у савладавању социјалних вештина. Свако дете је добило прилику да са терапеутом у индивидуалном третману добије пола сата пажње само за себе. Овим третманом постиже се релаксација од непожељне тензије или понашања. Праћење ефеката третмана полисензорне интеграције код деце вршено је адаптираном чек-листом. Позитивни утицај оваквих сензација се види у области понашања и свеукупног фунционисања деце и показало се да је третман у сензорној соби веома значајан сегмент дефектолошког третмана на основу ког се реализују циљеви развијања осећаја сигурности код детета, његово умирење и релаксација, развијања осећаја задовољства, као и подстицање детета да путем свих чула упознаје себе  и свет који га окружује.

## Асистивна технологија
Значајну иновацију у раду представља примена асистивних технологија у раду са корисницима. Асистивна технологија обухвата инструменте, апарате, средства и уређаје које корисници са сметњама у развоју користе да би обавили задатке које иначе не би могли да обаве. Уз то, асистивна технологија обухвата и алатке помоћу којих те задатке могу да обаве лакше, брже и боље. То могу да буду индустријски производи или алатке из домаће радиности - од једноставних хватаљки за оловку, до сложеније опреме као што су рачунари. Асистивна технологија налази своју примену у различитим областима живота: у позиционирању и кретању, облачењу и исхрани, омогућавању и/или побољшавању комуникације, учењу, чврстом и сигурном држању предмета, игрању и бављењу спортским и рекреативним активностима, управљању апаратима као што су телевизор, радио, рачунар или светлосни извори. Пажљиво одабрана и добро интегрисана АТ средства могу снажно да утичу на кориснике са сметњама у развоју доприносећи њиховој самосталности у различитим активностима, подижући ниво самопоуздања, унапређујући квалитет живота и омогућавајући социјално укључивање и равноправно учествовање. Задатак третмана је усмеравање према формирању нових навика корисника и мењање негативних облика понашања. Реч је о терапији, васпитању које тражи преструктурирање класичних облика рада, концепција и увођење нових ставова према корисницима и могућностима њиховог развоја, који се може остварити организованим радом по појединачним подручјима и то: тренинг самопомоћи, развој моторике, комуникација.

## Хипорехабилитација
Хипорехабилитација представља специфичну интеграцију физикалне терапије, психотерапије, социотерапије уз допуну дефектолошким, логопедским третманима, као и реедукације психомоторике, сензорне стимулације код особа код којих је то индиковано. То је терапија која се изводи помоћу коња где се коњ користи као терапеутско средство. Овај вид рехабилитације је намењен особама са инвалидитетом. Хипорехабилитацијом су обухваћене три гране рехабилитације: 
- хипотерапија,
- терапијско јахање.
- спортско-рекреативно јахање.

Кроз хипотерапију особа се доводи у стање дубоке мишићне релаксације кроз вежбе које се уз помоћ терапеута изводе на самом коњу, где се максимално користе тродимензионални покрети коња, његова енергија и топлота. Директно се утиче на стимулацију малог мозга, центра за равнотежу, мобилишу се карлични и вратни мишићи, успоставља се контрола глава - тело, а самим тим се поспешује емоционални и интелектуални развој. Из тог разлога је активан рад на самој активности мишића приоритет у извођењу програма хипорехабилитације. Једноставни покрети прстију као и физикалне вежбе се не доживљавају као вежбе под морањем. Осећај да се оваква активност не изводи у затвореном простору и на струњачи, већ у пријатној средини, на отвореном, у особи производи осећај пријатности и растерећености. 
Терапијско јахање је учење и усвајање основних вештина јахања сходно могућностима самих корисника програма, а тиме се постижу одређени терапијски циљеви. Усредсређење особа са интелектуалним тешкоћама на било коју активност је веома тешко, тако да је дефектолошки третман који се спроводи у току терапијског јахања систематичан и наводи индивидуу да усмери пажњу на дату активност. 
Спортско-рекреативно јахање је ресоцијализација и намењена је особама са сметњама у развоју које су савладале основне вештине јахања, а имају могућности да се баве спортом. Циљ овог програма је да се особе припреме за такмичење у коњичком спорту.
Хипорехабилитација је иновативан програм за рад са популацијом особа са инвалидитетом и има перспективу за развој, како у земљама у окружењу тако и код нас. Познато је да је Словенија прва земља у нашем окружењу која је овај програм уврстила у терапијски третман, који се свакодневно спроводи. 
Установа за децу и младе „Сремчица” је прва установа социјалне заштете која је за своје кориснике омогућила примену програма хипорехабилитације у оквиру дома изградњом наменског мањежа, објекта за коња, као и пратеће опреме.

## Организација и кадровска структура
Основни организациони делови установе су:
1. Радна јединица за смештај деце и младих са сметњама у развоју – капацитета 100 корисника и
2. Радна јединица  за смештај деце и младих са сметњама у развоју и одраслих са интелектуалним и менталним тешкоћама у комуникацији  - капацитета 200 корисника.

На нивоу Установе су образовне јединствене организационе јединице и то:
1. Служба стручног рада
2. Медицинска служба
3. Служба исхране
4. Техничка служба
5. Служба општих и правних послова
6. Служба рачуноводства

Оваква организација рада треба да обезбеди јединствено функционисање свих подсистема установе и уједини заједничке напоре у остваривању основних и стратешких циљева установе.

## Служба стручног рада
Служба стручног рада је највећа служба у установи и у оквиру ње се спроводи непосредни рад са корисницима. То подразумева обављање послова који обухватају социјалну интеграцију корисника, васпитно – образовни програм, радно оспособљавање корисника, радно – окупациону терапију, рехабилитацију и психо-социјалну подршку. Службу чине дефектолог – координатор стручног рада, дефектолози, социјални радници, психолог, логопед, радни терапеути и радни инструктори.

## Медицинска служба
Установа за децу и младе „Сремчица“ је установа социјалне заштите која има регистровану примарну здравствену заштиту. Медицинска служба спроводи континуирану здравствену заштиту на примарном нивоу организације, као и негу корисника. Чине је два доктора медицине, главна медицинска сестра, 14 медицинских техничара/сестара, као и 17 неговатеља који брину о личној хигијени корисника. Доктори медицине, запослени у Установи, изабрани су лекари корисницима услуге смештаја. Рад медицинске службе заснован је на пружању услуга из области превентивног и куративног радa. Брига о денталном здрављу корисника спроводи се у стоматолошкој ординацији чији је рад дефинисан Протоколом о сарадњи са Стоматолошким факултетом Универзитета у Београду. У априлу 2019. године отворена је и прва гинеколошка ординација у систему социјалне заштите при чему се брига о гинеколошком и репродуктивном здрављу корисница спроводи од стране гинеколога-консултанта на примарном нивоу здравствене организације. Повремене психијатријске прегледе корисника обавља специјалиста психијатрије-консултант Установе. 
Сарадња са другим стручним радницима Установе реализује се кроз учешће лекара у Стручном тиму, Интерном тиму, Тиму за пријем, премештај и отпуст корисника, Тиму за радно-окупациону терапију корисника, Стручним тимовима мушког, женског и дечјег павиљона као и колегијуму.

## Служба исхране
Рад Службе исхране одвија се у централној кухињи са трпезаријом и пекари које се налазе у установи. У Служби исхране обављају се послови припреме намирница, кувања, печења и сервирања хране. Служба исхране ради 365 дана у години, при чему се припремају 3 оброка, 2 ужине, као и домаћи хлеб и пецива. За славу, празнике и важне догађаје које обележавамо у установи, Служба исхране припрема пригодно послужење. Службу исхране чине куварице, сервирке и пекарке.

## Служба рачуноводства
У оквиру службе рачуноводства обављају се рачуноводствено-финансијски послови.

## Служба општих и правних послова
У оквиру службе општих и правних послова обављају се послови од заједничког интереса за целу установу и то: правни и административни послови, послови заштите на раду, послови противпожарне заштите.

## Техничка служба
Техничка служба је сервис другим службама установе са којима на дневном нивоу сарађује са циљем да се корисницима обезбеди свеобухватна услуга. У оквиру техничке службе обављају се послови складиштења, хигијене простора, одржавање објеката и опреме, као и послови на домској економији и портирници.